# S14 (organização)
S14 ou C14, também conhecido como Sich (em ucraniano:  Січ, transl. С14), foi um grupo nacionalista e neonazista ucraniano fundado em 2009/2010. Em 2018, ganhou notoriedade por seu envolvimento em ataques violentos a acampamentos de ciganos. Representantes do C14 declararam que só se envolvem na eliminação de acampamentos ilegais de ciganos usando "argumentos legais convincentes". Especialistas da Human Rights Watch relataram que, nos ataques perto de Kiev, os membros do C14 usaram pedras e gás de pimenta e depois queimaram tendas de ciganos antes de fugir. Ataques semelhantes perto de Lviv em 2018 resultaram na morte de uma pessoa e ferimentos em vários ciganos, inclusive crianças. Em 2019, foram anunciados planos para transformar o C14 no partido político "Sociedade do Futuro". Em 2020 o grupo se desfez e foi sucedido por uma nova organização.

## História

### Fundação
O Sich foi fundado em 2009 como ala jovem do partido político ultranacionalista Svoboda e iniciou suas atividades participando de protestos contra o desenvolvimento de um espaço público na rua Akhmatova, 43, em Kiev. Naquela época, a organização ainda não tinha nome.
Pela primeira vez eles se declararam como uma organização separada na marcha da UPA em 14 de outubro de 2011.

### Guerra em Donbas
Com a eclosão da guerra em Donbass, o C14 formou vários grupos de reconhecimento e análise para participar dos combates e avaliar a situação.
De acordo com Evgeny Karas, os ativistas do S14 faziam parte das unidades:
- "OUN;
- "Kiev-2";
- "Harpoon";
- "Azov";
- DUK;

- 54º Batalhão de Reconhecimento.

Eles também tiveram participação no site ucraniano Myrotvorets.
Em 2015, dois militantes foram mortos em combate: Orest Kvach em batalhas perto de Luhansk no Aidar e Vladislav Dyusov perto de Shyrokyne enquanto servia em Azov.

## Nome
Sich (Сiч, como é escrito em ucraniano) remonta aos Siches, usados como centros administrativos e militares dos cossacos nos séculos XVI e XVIII. Especialistas e o Consórcio para Pesquisa e Análise do Terrorismo acreditam que o número 14 no nome da organização é percebido como uma referência ao slogan "Fourteen words" (Quatorze palavras), cunhado por David Lane, um apoiador norte-americano da supremacia branca.

## Dissolução e sucessão
No outono de 2019, o líder do S14, Evgeny Karas, anunciou a criação do novo movimento político "Sociedade do Futuro", que tem o objetivo de unir vários grupos nacionalistas radicais, incluindo S14, Divisão Misantrópica e alguns veteranos do extinto Batalhão OUN. Em março de 2020, o S14 foi oficialmente rebatizado como "Fundação do Futuro", que atuará como a ala jovem da "Sociedade do Futuro".